# Lepidopilum falcatulum
Lepidopilum falcatulum är en bladmossart som beskrevs av C. Müller 1874. Lepidopilum falcatulum ingår i släktet Lepidopilum och familjen Daltoniaceae. Inga underarter finns listade i Catalogue of Life.